# Freccia del Brabante 1972
La Freccia del Brabante 1972, dodicesima edizione della corsa, si svolse il 26 marzo su un percorso di 170 km, con partenza a Sint-Genesius-Rode e arrivo ad Alsemberg. Fu vinta dal belga Eddy Merckx della squadra Molteni davanti ai connazionali e compagni di squadra Herman Van Springel e Roger Swerts.

## Ordine d'arrivo (Top 10)
| Pos. | Corridore              | Squadra                          | Tempo    |
| ---- | ---------------------- | -------------------------------- | -------- |
| 1    | Eddy Merckx            | Molteni                          | 4h05'00" |
| 2    | Herman Van Springel    | Molteni                          | s.t.     |
| 3    | Roger Swerts           | Molteni                          | s.t.     |
| 4    | Aimé Delaere           | Novy-Dubble Bubble               | a 3'55"  |
| 5    | Andre Doyen            | Van Cauter-Magniflex-de Gribaldy | s.t.     |
| 6    | Jean-Pierre Berckmans  | Rokado                           | s.t.     |
| 7    | Jos Spruyt             | Molteni                          | s.t.     |
| 8    | Gustaaf Van Roosbroeck | Watney-Avia                      | s.t.     |
| 9    | Maurice Eyers          | Beaulieu-Flandria                | s.t.     |
| 10   | Roger Rosiers          | Bic                              | a 4'05"  |